# Catasto dei terreni
Il catasto dei terreni è l'inventario generale dei terreni esistenti in Italia, istituito a scopo fiscale.  Insieme al catasto dei fabbricati costituisce il registro dei beni immobili siti nel territorio dello Stato.

## Caratteristiche
Il catasto terreni italiano è:
- Geometrico, ovvero per la sua costituzione sono stati fatti dei rilievi topografici sul territorio, cioè delle misurazioni reali (la tipologia opposta è quella del catasto descrittivo, non fondato su misurazioni bensì su descrizione degli appezzamenti);
- Particellare, poiché tutti gli appezzamenti censiti prendono il nome di particelle catastali;
- Per qualità, classi e tariffe, ovvero ad ogni particella è stata attribuita la qualità di coltura (es. prato, oliveto, giardino, ecc.), la classe di merito (es. prima, seconda, ecc. in relazione alla produttività) ed in base ad un apposito quadro tariffario ne è stata determinata la rendita;
- Non probatorio (almeno nella stragrande maggioranza dei Comuni italiani), ovvero non sufficiente a fornire la prova giuridica della proprietà. Nelle province in passato appartenenti all'Impero asburgico che a seguito della prima guerra mondiale sono passate all'Italia, e cioè quelle di Bolzano, Trento, Trieste, Gorizia, nonché in alcuni Comuni delle province di Belluno, Brescia, Udine e Vicenza, il Catasto può dare indicazioni probatorie sulla proprietà dei terreni essendo in continuità con il catasto asburgico. Quest'ultimo si basa infatti sul Libro tavolare, un registro che fornisce la certificazione dell'effettiva proprietà dei terreni iscritti[1][2].

## Operazioni catastali
L'impianto ed il funzionamento del Catasto terreni sono passati e passano attraverso le fasi indicate dal seguente schema:
- Formazione
  - Operazioni topografiche
    - Preliminari: delimitazione, terminazione;
    - Di rilevamento: rilievo sul terreno, disegno della mappa, calcolo delle aree

  - Operazioni estimative
    - Qualificazione, classificazione, classamento, formazione delle tariffe
- Pubblicazione
- Attivazione
- Conservazione

Analizzandole in dettaglio:
- la delimitazione fu la ricognizione delle linee di confine di ciascun Comune censuario e di ciascun possesso;
- la terminazione fu l'apposizione di termini lapidei lungo le linee di confine, quando queste non apparivano chiaramente sul terreno;
- il rilievo sul terreno fu la ricognizione delle singole particelle;
- il disegno della mappa riguardò la rappresentazione delle particelle censite su carta, formando così la mappa catastale;
- il calcolo delle aree fu la traduzione in valori numerici dell'estensione delle particelle. Si utilizzarono e si utilizzano le unità di misura agrarie: ettaro, ara, centiara;
- la qualificazione è il riscontrare l'esistenza in ogni Comune delle qualità di coltura (es. seminativo, prato, frutteto irriguo, ecc.);
- la classificazione consiste nel suddividere ogni qualità di coltura in tante classi quanti sono i gradi della capacità produttiva di un terreno;
- il classamento consiste nell'assegnare ad ogni particella qualità e classe di coltura;
- la formazione delle tariffe riguarda la determinazione di un quadro tariffario per il calcolo dei redditi dei terreni, sulla base delle qualità e classi di coltura;
- la pubblicazione riguardò il rendere noto agli interessati la fine delle operazioni topografiche, di modo che chi volesse potesse chiedere la correzione di eventuali errori;
- l'attivazione consistette nel rendere operante il Catasto;
- la conservazione riguarda l'aggiornamento continuo del Catasto stesso.[4]